# Lalla Malika
Lalla Malika (14. března 1933, Rabat – 28. září 2021, Rabat) byla marocká princezna, dcera krále Muhammada V.

## Život
Narodila se 14. března 1933 v Rabatu jako dcera sultána Muhammada V. a jeho manželky Lalla Abla bint Tahar.
Dne 16. srpna 1961 se ve trojité svatbě (vdávali se i její sestry – Lalla Aicha a Lalla Fatima Zohra) vdala za generálporučíka Šarifa Mulaje Muhammada Cherkaoui (1921–2002), ambasadora ve Francii. Spolu měli čtyři děti:
- Šarif Mulaj Sulaiman Cherkaoui
- Šarif Mulaj Omar Cherkaoui
- Šarif Mulaj Mehdi Cherkaoui
- Šarifa Lalla Rabia Cherkaoui

Působila jako ředitelka Marockého Červeného kříže.

## Vyznamenání
- velkostuha Řádu trůnu, Maroko